# Somewhere Out There (James Horner)
Somewhere Out There è una canzone scritta da James Horner, Barry Mann e Cynthia Weil, apparsa nel film d'animazione Fievel sbarca in America del 1986. La melodia è stata presa dal secondo movimento della sonata per pianoforte n. 8 di Beethoven.
Nel film la canzone è interpretata da Phillip Glasser e Betsy Cathcart, mentre la versione pubblicata come singolo è cantata da Linda Ronstadt e James Ingram.
Nella versione italiana del cartone il titolo della canzone è Luna bella e gli interpreti sono Salvatore Gullotta e Georgia Lepore.

## Premi
- Nomination all'Oscar alla migliore canzone 1987.
- Nomination al Golden Globe per la migliore canzone originale 1987.
- Vinti due Grammy Award nel 1988
  - Song of the Year
  - Best Song Written Specifically for a Motion Picture or Television